# لکوتا (داکوتای شمالی)
لکوتا(به انگلیسی: Lakota) شهری در ایالت داکوتای شمالی کشور ایالات متحده آمریکا است که جمعیت آن در سرشماری سال ۲۰۱۰ میلادی، ۶۷۲ نفر بوده‌است.